# Vera Đurašković
Vera Đurašković (nacida el 29 de agosto de 1949) es una exjugadora de baloncesto yugoslava. Consiguió 1 medalla de bronce con Yugoslavia en los Juegos Olímpicos de Moscú 1980.